# Nora Navas
Nora Navas García (Barcelona, 24 de abril de 1975) es una actriz española que ha trabajado principalmente en teatro, pero que también ha formado parte de múltiples producciones televisivas y cinematográficas. En 2010 recibió la Concha de Plata a la mejor actriz en el Festival Internacional de Cine de San Sebastián y el Premio Goya a la mejor interpretación femenina protagonista por su papel en la película Pa negre (Pan negro), de Agustí Villaronga.
Desde octubre de 2016 es la vicepresidenta segunda de la Academia de Cine, bajo las presidencias de Yvonne Blake y Mariano Barroso.

## Biografía
Empezó su carrera como actriz participando en distintas series de la televisión autonómica catalana TV3. Además, es una de las caras más conocidas en el teatro catalán habiendo formado parte de numerosos montajes.
En 2010 protagonizó la premiada Pan negro de Agustí Villaronga, un drama ambientado en la Cataluña rural durante la posguerra española. Por su actuación, Navas recibió el Premio Goya a la mejor interpretación femenina protagonista, además de un Premio Gaudí y la Concha de plata en el Festival de cine de San Sebastián.
Tras rodar para Antonio Chavarrías e Imanol Uribe las películas Dictado y Miel de naranjas, en 2013 protagonizó Todos queremos lo mejor para ella (Tots volem el millor per a ella), de Mar Coll. Dicha interpretación le supuso el premio a la mejor actriz de la Seminci vallisoletana, además de un Premio Gaudí a la mejor actriz protagonista y una nominación a los Premios Goya.
En 2015 protagonizó la película catalana La adopción junto a Francesc Garrido, por la que estuvo nominada como mejor actriz en los Premios Gaudí, galardón que acabó recayendo sobre a Laia Costa. También ese año formó parte del reparto de la comedia dirigida por Gracia Querejeta Felices 140, en la que participó junto a grandes nombres del cine español como Maribel Verdú, Marian Álvarez y Antonio de la Torre entre otros. Esta película le valió una nominación a los Premios Goya como mejor actriz de reparto, premio que acabó ganando Luisa Gavasa.

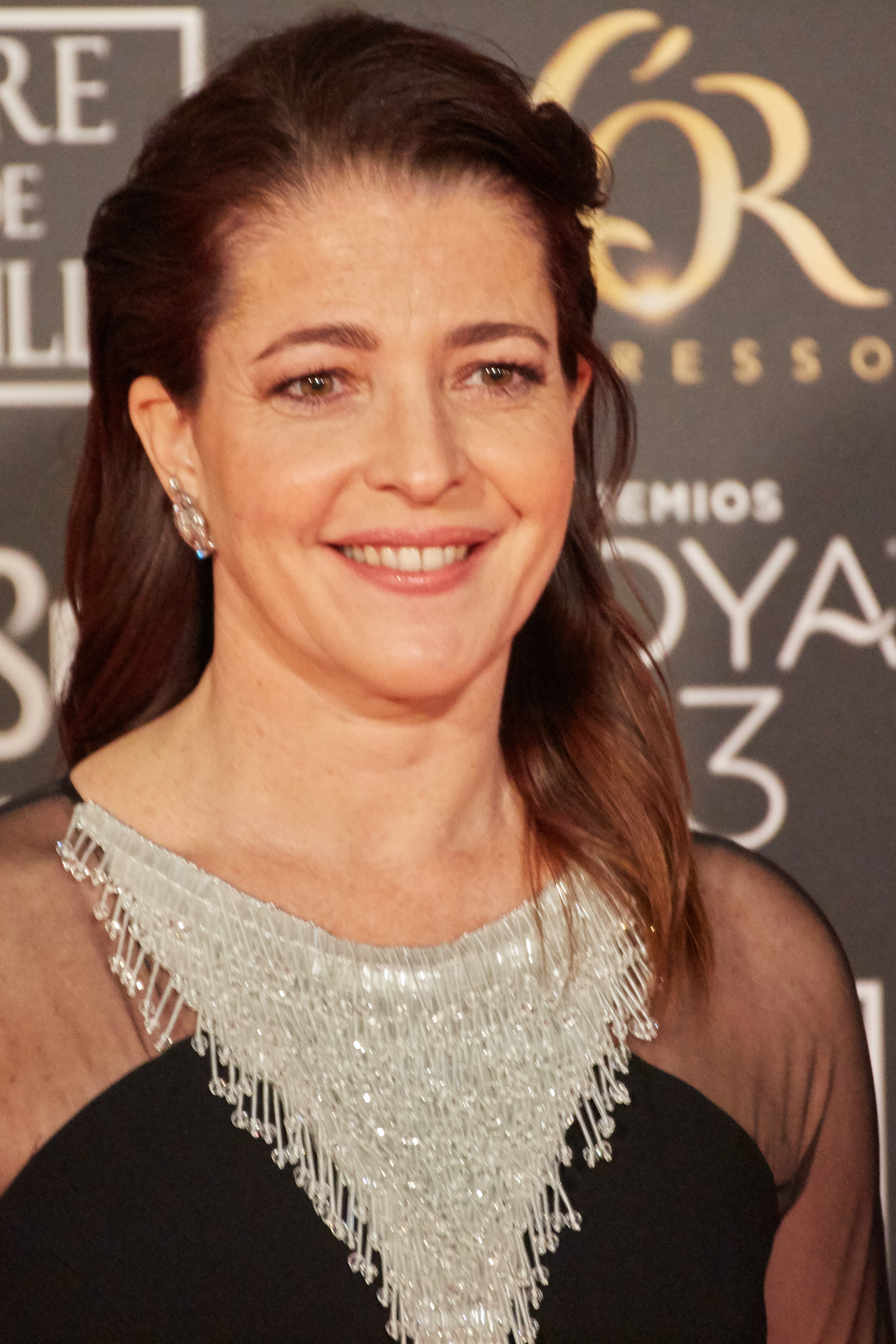
Navas en los Premios Goya 2019

Sus apariciones en televisión han sido, principalmente, en tv-movies de la televisión pública catalana entre las que se encuentran Germanes (2012), Carta a Eva (2012), La luz de Elna (2017) y La catedral del mar, entre otras.
Sin embargo, la mayor parte de su carrera profesional la ha desarrollado en el teatro participando en montajes como Las brujas de Salem, de Arthur Miller y dirigida por Andrés Lima; Bodas de sangre, de Federico García Lorca y dirigida por Oriol Broggi; Els veïns de dalt, escrita y dirigida por Cesc Gay; y La casa de Bernarda Alba, de Federico García Lorca y dirigida por Lluís Pasqual, entre muchas otras.
En 2024 se estrena la miniserie "Yo, adicto" de la plataforma Disney+, en la que participa como actriz de reparto.

## Filmografía

### Largometrajes
| Año  | Título                            | Dirección               | Notas        |
| ---- | --------------------------------- | ----------------------- | ------------ |
| 1999 | Un banco en el parque             | Agustí Vila             | Reparto      |
| 2003 | Cualquiera                        | David Marqués           | Protagonista |
| 2006 | Las vidas de Celia                | Antonio Chavarrías      | Reparto      |
| 2006 | Lo bueno de llorar                | Matías Bize             | Reparto      |
| 2010 | Pan negro                         | Agustí Villaronga       | Protagonista |
| 2012 | Miel de naranjas                  | Imanol Uribe            | Reparto      |
| 2012 | Dictado                           | Antonio Chavarrías      | Protagonista |
| 2013 | Todos queremos lo mejor para ella | Mar Coll                | Protagonista |
| 2014 | Tres Mentiras                     | Ana Murugarren          | Protagonista |
| 2015 | Felices 140                       | Gracia Querejeta        | Reparto      |
| 2015 | La adopción                       | Daniela Féjerman        | Protagonista |
| 2015 | La arteria invisible              | Pere Vilà Barceló       | Protagonista |
| 2016 | El ciudadano ilustre              | Gastón Duprat y Mariano | Reparto      |
| 2016 | Rumbos                            | Manuela Burló Moreno    | Reparto      |
| 2017 | Formentera Lady                   | Pau Durà                | Protagonista |
| 2018 | Durante la tormenta               | Oriol Paulo             | Reparto      |
| 2018 | Ola de crímenes                   | Gracia Querejeta        | Reparto      |
| 2019 | Dolor y gloria                    | Pedro Almodóvar         | Reparto      |
| 2020 | La vampira de Barcelona           | Lluís Danés             | Protagonista |
| 2020 | Adú                               | Salvador Calvo          | Reparto      |
| 2021 | Libertad                          | Clara Roquet            | Reparto      |

### Televisión
| Año       | Título                          | Cadena de emisión       | Notas        |
| --------- | ------------------------------- | ----------------------- | ------------ |
| 1993      | I ara què, Xènia?               | TV3                     | 2 episodios  |
| 2000      | Crims                           | TV3                     | 3 episodios  |
| 2005      | Porca misèria                   | TV3                     | 7 episodios  |
| 2005      | Ventdelplà                      | TV3                     | 2 episodios  |
| 2005      | Más que hermanos                | TV3                     | Tvmovie      |
| 2006      | Jet Lag                         | TV3                     | 1 episodio   |
| 2006-2007 | El cor de la ciutat             | TV3                     | 4 episodios  |
| 2007      | Trenhotel                       | TV3                     | Tvmovie      |
| 2011      | Meublé. La casita blanca        | TV3                     | Tvmovie      |
| 2011      | El mar de plástico              | Canal Sur y TV3         | Tvmovie      |
| 2012      | Carta a Eva                     | TVE y TV3               | Tvmovie      |
| 2012      | Germanes                        | TV3                     | Tvmovie      |
| 2013      | Pulseras rojas                  | TV3                     | 1 episodio   |
| 2014      | El último baile de Carmen Amaya | TV3                     | Tvmovie      |
| 2017      | La luz de Elna                  | TVE y TV3               | Tvmovie      |
| 2018      | La catedral del mar             | Antena 3, TV3 y Netflix | Miniserie    |
| 2019-2020 | Les de l'hoquei                 | TV3 y Netflix           | 26 episodios |
| 2023      | Los Farad                       | Prime Video             | 8 episodios  |
| 2024      | Yo, adicto                      | Disney+                 | 3 episodios  |

### Teatro
| Año       | Título                                             | Dirección           | Dramatúrgia                       |
| --------- | -------------------------------------------------- | ------------------- | --------------------------------- |
| 1997      | Camino de Nueva York                               | Ramón Simó          | Federico García Lorca             |
| 2001      | Fuera de cuadro                                    | Javier Daulte       | Gabriela Izcovich                 |
| 2002      | Electra                                            | Gloria Balañá       | Sophocles y Hugo von Hofmannsthal |
| 2003      | Hamlet-Maquina                                     | Glòria Balañá       | Heiner Müller                     |
| 2003-2004 | 4D òptic                                           | Javier Daulte       | Javier Daulte                     |
| 2004      | Calígula                                           | Ramón Simó          | Albert Camus                      |
| 2005      | Les tres germanes                                  | Ariel García Valdés | Anton Chéjov                      |
| 2006      | Tennessee                                          | Xavier Albertí      | Xavier Albertí                    |
| 2006      | La fam                                             | Pep Pla             | Joan Oliver                       |
| 2008-2009 | Germanes                                           | Carol López         | Carol López                       |
| 2009      | La casa de Bernarda Alba                           | Lluïs Pascual       | Federico García Lorca             |
| 2011      | Ells no poden morir                                | Xavier Albertí      | Oriol Vilanova                    |
| 2012-2013 | La duda                                            | Sílvia Munt         | John Patrick Shanley              |
| 2013      | Losers                                             | Marta Buchaca       | Marta Buchaca                     |
| 2014      | Doña Rosita la soltera o el lenguaje de las flores | Joan Ollé           | Federico García Lorca             |
| 2015      | Els veïns de dalt                                  | Cesc Gay            | Cesc Gay                          |
| 2016      | Dansa d'agost                                      | Ferran Utzet        | Brian Friel                       |
| 2016-2017 | Las brujas de Salem                                | Andrés Lima         | Arthur Miller                     |
| 2017      | White rabbit, red rabbit                           | -                   | Nassim Soleimanpour               |
| 2017      | Bodas de sangre                                    | Oriol Broggi        | Federico García Lorca             |
| 2017      | Adéu                                               | Oriol Vilanova      | Xavier Albertí                    |

## Premios y candidaturas
Festival Internacional de Cine de San Sebastián
| Año  | Categoría                         | Película  | Resultado |
| ---- | --------------------------------- | --------- | --------- |
| 2010 | Concha de Plata a la mejor actriz | Pan negro | Ganadora  |

Premios Goya
| Año  | Categoría                                  | Película                          | Resultado |
| ---- | ------------------------------------------ | --------------------------------- | --------- |
| 2010 | Mejor interpretación femenina protagonista | Pan negro                         | Ganadora  |
| 2013 | Mejor interpretación femenina protagonista | Todos queremos lo mejor para ella | Nominada  |
| 2015 | Mejor interpretación femenina de reparto   | Felices 140                       | Nominada  |
| 2021 | Mejor interpretación femenina de reparto   | Libertad                          | Ganadora  |

Premios Feroz
| Año  | Categoría                                        | Serie      | Resultado |
| ---- | ------------------------------------------------ | ---------- | --------- |
| 2025 | Premio a la mejor actriz de reparto de una serie | Yo, adicto | Ganadora  |

Premios Gaudí
| Año  | Categoría                 | Película                          | Resultado |
| ---- | ------------------------- | --------------------------------- | --------- |
| 2010 | Mejor actriz protagonista | Pan negro                         | Ganadora  |
| 2014 | Mejor actriz protagonista | Todos queremos lo mejor para ella | Ganadora  |
| 2015 | Mejor actriz protagonista | La adopción                       | Nominada  |
| 2020 | Mejor actriz secundaria   | Dolor y gloria                    | Nominada  |
| 2021 | Mejor actriz protagonista | La vampira de Barcelona           | Nominada  |
| 2022 | Mejor actriz secundaria   | Libertad                          | Pendiente |

Semana Internacional de Cine de Valladolid
| Año  | Categoría                | Película                          | Resultado |
| ---- | ------------------------ | --------------------------------- | --------- |
| 2013 | Premio a la mejor actriz | Todos queremos lo mejor para ella | Ganadora  |

Medallas del Círculo de Escritores Cinematográficos
| Año  | Categoría               | Película                          | Resultado |
| ---- | ----------------------- | --------------------------------- | --------- |
| 2013 | Mejor actriz            | Todos queremos lo mejor para ella | Nominada  |
| 2016 | Mejor actriz            | La adopción                       | Nominada  |
| 2021 | Mejor actriz secundaria | Libertad                          | Ganadora  |